# Drepane
Drepaneidae
Famille
Genre
Drepane est un genre de poissons de l'ordre des Acanthuriformes. C'est le seul de la famille des Drepaneidae. Ces espèces se rencontrent dans tous les milieux depuis l'eau douce jusqu'à l'eau de mer.

## Liste des espèces
Selon World Register of Marine Species (16 janvier 2025) :
- Drepane africana Osório, 1892
- Drepane longimana (Bloch & Schneider, 1801)
- Drepane punctata (Linnaeus, 1758)

## Systématique
Le nom valide complet (avec auteur) de ce taxon est Drepane Cuvier, 1831.
Drepane a pour synonymes :
- Cryptosmilia Cope, 1867
- Drepanichthys Bonaparte, 1831
- Harpochirus
- Harpochris Cantor, 1849